# 観光人類学
観光人類学（かんこうじんるいがく / Anthropology of Tourism）は、人類学の研究方法を利用して、人間の諸観光現象を研究する文化人類学的研究である。観光は現代社会において極めて重要な産業の1つであり、人々の生活に深く関連する。そのため現在、観光ついての研究は、様々な分野においてとても活発である。

## 歴史
観光人類学はそれほど古くから行われていたものではない。当初観光が人類学者にとっての研究対象にならなかった理由としては、「余暇として行われる観光は遊びの域であるため研究に値しない。」「人類学者も観光客のような感覚で、あらゆる民族の文化を覗いていたため、人類学者自身が観光客と見なされるのを避けようとした。」「伝統文化に注目する人類学者は、近代的な観光については魅力を感じなかった。」などがあるとされている。
1974年にメキシコでアメリカ人類学会が行われ、そこでは観光に関するシンポジウムが開かれた。観光人類学の分野は、この時に初めて登場したとされる。後にこのシンポジウムの内容はバレーン・ L ・スミスによる論文集「Hosts and Guests: theAnthropology ofTburism（ホストとゲスト）」に掲載された。この論文では「観光を受け入れるホスト」と「観光客のゲスト」との相互関係などが述べられており、「ホストにとっての観光活動は、複数の面で有益であるものの、観光客が増えるほどホストは負担が増えるなどの、有益でない側面もある。」との記述がある。この論文集の刊行後、ヨーロッパの観光研究などで観光人類学の研究は盛んとなった。
現代社会において、観光は極めて重要な産業の1つになっており、人々の生活に深い関連を持つ。そのため現在、観光ついての研究は、様々な分野においてとても活発となっている。

## 観光現象
観光現象は、古くから生物学的・生態学的な欲求を起源とする移動現象、大規模な物流・文化的還流など、その起源は長い。現在の観光現象といえば、交通手段による旅行や滞在そのもの、あるいは観光による交流など、移動と人間の心理的・医学的な欲求による移動現象を含む。広義では、観光人類学はこれら全ての現象を研究する大規模研究を指す。